# جوانا بيمنتل
جوانا بيمنتل (بالإنجليزية: Johanna Pimentel)‏ مواليد 20 أبريل 1992، هي لاعبة كرة يد دومينيكية تلعب كظهير أيمن. مثلت منتخب جمهورية الدومينيكان لكرة اليد للسيدات.

## سجل المنافسة
شاركت في البطولات التالية:
- بطولة العالم لكرة اليد للسيدات 2013